# Mictochroa dolens
Mictochroa dolens là một loài bướm đêm trong họ Noctuidae.